# Crimes au musée des horreurs
Pour plus de détails, voir Fiche technique et Distribution.
Crimes au musée des horreurs (Horrors of the Black Museum) est un film britannique réalisé par Arthur Crabtree, sorti en 1959.

## Synopsis
Une série d'épouvantables meurtres tient Scotland Yard en échec. À chaque victime, le célèbre criminologiste Bancroft subit un véritable choc nerveux, ce qui ne manque pas d'inquiéter le docteur Ballan.

## Fiche technique
- Titre : Crimes au musée des horreurs
- Titre original : Horrors of the Black Museum
- Réalisation : Arthur Crabtree
- Scénario : Herman Cohen et Aben Kandel
- Production : Samuel Z. Arkoff, Herman Cohen et Jack Greenwood
- Sociétés de production : Carmel Productions et Merton Park Studios Ltd.
- Musique : Gerard Schurmann
- Photographie : Desmond Dickinson
- Montage : Geoffrey Muller
- Direction artistique : C. Wilfred Arnold
- Pays d'origine : Royaume-Uni
- Format : Couleurs - 2,35:1 - Mono - 35 mm
- Genre : Horreur
- Durée : 95 minutes
- Date de sortie :
  - 29 avril 1959 (États-Unis)

## Distribution
- Michael Gough : Edmond Bancroft
- June Cunningham : Joan Berkley
- Graham Curnow : Rick
- Shirley Anne Field : Angela Banks
- Geoffrey Keen : Graham
- Gerald Anderson : le docteur Ballan
- John Warwick : l'inspecteur Lodge
- Beatrice Varley : Aggie
- Austin Trevor : le commissaire Wayne
- Malou Pantera : Peggy
- Howard Greene : Tom Rivers
- Dorinda Stevens : Gail Dunlap
- Stuart Saunders : Strength-Test Barker
- Hilda Barry : une femme dans le hall
- Nora Gordon : une femme dans le hall

## Autour du film
- Le tournage s'est déroulé aux studios Merton Park de Londres.
- Premier film du studio American International Pictures à être tourné en couleur et CinemaScope.
- Les jumelles du premier meurtre existent réellement. Ces dernières furent utilisées par un jeune homme pour assassiner sa petite amie dans les années 1930 et sont exposées de nos jours au musée des horreurs de Scotland Yard[1].
- Crimes au musée des horreurs est le dernier film réalisé par Arthur Crabtree.

### Vidéographie
- zone 2 : Crimes au musée des horreurs, StudioCanal « collection Cinéma de quartier », [2001],  (EAN 3-339161-277592) — L'édition comprend une courte présentation par Jean-Pierre Dionnet et un entretien avec Jean-Pierre Bouyxou…